# Massacre de Bago
O massacre de Bago foi um assassinato em massa de civis em 9 de abril de 2021, na cidade de Bago, Mianmar. Durante o massacre, tropas do Exército de Mianmar e oficiais da Força Policial de Mianmar mataram pelo menos oitenta e dois civis. Na época, o massacre se tornou o único evento doméstico mais mortal a ocorrer desde o golpe de Estado de 2021, precedido pelo massacre de Hlaingthaya menos de um mês antes. O massacre de Bago foi responsável por quase 40% das baixas civis em abril de 2021.

## Antecedentes
Em 1 de fevereiro de 2021, as Forças Armadas de Mianmar realizaram um golpe de Estado e depuseram o governo democraticamente eleito liderado pela Liga Nacional para a Democracia. Pouco tempo depois, os militares estabeleceram uma junta, o Conselho Administrativo de Estado, e declararam estado de emergência nacional. Em resposta, civis em todo o país, incluindo de Bago, realizaram protestos em larga escala para resistir ao golpe militar. A via da Estrada Magadit, repleta de barricadas caseiras erguidas pelos manifestantes, tornou-se um importante reduto de protesto em Bago.

## Incidente
Nas semanas que antecederam o massacre, a junta militar implementou um desligamento noturno da internet em Bago. Durante a noite anterior, um boato de uma operação militar iminente circulou amplamente entre os habitantes locais. Na manhã de 9 de abril de 2021, os serviços de internet, telefone e eletricidade foram cortados em Bago, para dificultar a coordenação e a comunicação entre os manifestantes.
Às 4 da manhã, os militares lançaram operações com 250 soldados invadindo os bairros residenciais de Bago em Shinsawbu, Nantawya, Hmawkan e Ponnasu, entre as estradas Magadit e Sandawtwin perto do Palácio Kanbawzathadi. As forças militares bloquearam todas as principais estradas da cidade. Por volta das 5 da manhã, as forças de segurança começaram a atirar indiscriminadamente contra os manifestantes com armamento pesado enquanto as forças removiam os bloqueios de estradas ad hoc. Alguns civis tomaram medidas defensivas, lançando fogos de artifício e projéteis caseiros contra as forças que avançavam. Por volta das 10h, as forças de segurança ultrapassaram a última barricada na Estrada Sandawtwin, estabelecendo efetivamente o controle total da cidade. As forças de segurança atacaram médicos voluntários durante o massacre, e muitas vítimas morreram devido à perda excessiva de sangue.
As forças de segurança usaram táticas de contrainsurgência contra civis, o que resultou em um grande número de baixas. Logo após, a Associação de Assistência a Presos Políticos relatou pelo menos 20 mortes. No dia seguinte, o número de mortos aumentou para 82. Em novembro de 2021, pelo menos 50 vítimas permaneciam não identificadas.

## Perpetradores
O massacre foi executado em conjunto pelas forças de segurança do Exército de Mianmar, incluindo membros da 77.ª Divisão de Infantaria Leve e da Força Policial de Mianmar. Uma base militar ativa está localizada a 2 quilômetros (1,2 mi) ao norte do local do massacre. As forças de segurança usaram armas de campo de batalha contra civis, incluindo fuzis de assalto e armamento pesado, como granadas de mão e lançadores de foguetes. O tratamento médico foi negado aos indivíduos feridos.

## Consequências
Após o incidente, as tropas militares permaneceram estacionadas perto do local do massacre. Depois disso, aproximadamente 100.000 residentes nos cinco bairros próximos fugiram de suas casas. Os cadáveres das vítimas foram temporariamente armazenados no complexo de Shin Sawbu Pagoda (também conhecido como Zeyamuni Pagoda), que foi isolado. As forças de segurança barricaram o local por vários dias, impossibilitando que os civis recuperassem os cadáveres. Após a repressão, os militares exigiram o pagamento de 120.000 MMK (US$ 85) das famílias para recuperar os cadáveres das vítimas.